# Ḩeşār-e Ḩājjīlar
Ḩeşār-e Ḩājjīlar (persiska: حصار حاجّی لر, حِصارِ حاجّيلار, Ḩeşār-e Ḩājjīlār) är en ort i Iran.   Den ligger i provinsen Västazarbaijan, i den nordvästra delen av landet, 600 km väster om huvudstaden Teheran. Ḩeşār-e Ḩājjīlar ligger 1 276 meter över havet och antalet invånare är 447. Den ligger vid sjön Lake Urmia.
Terrängen runt Ḩeşār-e Ḩājjīlar är platt åt sydost, men åt nordväst är den kuperad. Trakten runt Ḩeşār-e Ḩājjīlar är nära nog obefolkad, med mindre än två invånare per kvadratkilometer. Närmaste större samhälle är Urmia, 15,8 km väster om Ḩeşār-e Ḩājjīlar. 